# Luciane Buchanan
Luciane Buchanan (nascida em 18 de julho de 1993) é uma atriz neozelandesa. Ela é conhecida por seu papel principal na série de suspense e ação da Netflix, The Night Agent (2023).

## Filmografia

### Televisão
| Year      | Title                     | Role               | Notes                     |
| --------- | ------------------------- | ------------------ | ------------------------- |
| 2011      | Billy                     | Cherie James       | Filme pra televisão       |
| 2013      | The Blue Rose             | Aroha Nash         | 11 episódios              |
| 2015      | Power Rangers Dino Charge | Garçonete          | 1 episódio                |
| 2016      | The Brokenwood Mysteries  | Tai Smith          | 1 episódio                |
| 2016–2017 | Filthy Rich               | Kennedy Truebridge | Protagonista              |
| 2018–2020 | The New Legends of Monkey | Tripitaka          | Protagonista              |
| 2021      | Sweet Tooth               | Louisa             | Episódio: "Big Man"       |
| 2021      | Mr. Corman                | Astrid             | Episódio: "Many Worlds"   |
| 2021      | The panthers              | —                  | Produtora associada       |
| 2023 2025 | The Night Agent           | Rose Larkin        | Protagonista, 20 episodes |

## Referencias
1. ↑  Mann, Britt (1 de dezembro de 2017). «A day in the life of Luciane Buchanan». Stuff (em inglês). Consultado em 12 de abril de 2023
2. ↑  Thomas, Sarah (21 de abril de 2017). «Monkey Magic is back: Cult TV show gets remade for the ABC and Netflix». The Sydney Morning Herald (em inglês). Consultado em 12 de abril de 2023